# Río Chilac
Der Río Chilac ist der 44 km lange linke Quellfluss des Río Silaco in der nordperuanischen Region Cajamarca. Im Oberlauf heißt er auch Río Yalun und Río de Sucse.

## Flusslauf
Der Río Chilac entspringt im Süden der Provinz Cutervo 5 km südsüdöstlich der Provinzhauptstadt Cutervo auf einer Höhe von etwa 2600 m. Der Río Chilac fließt anfangs in nordöstlicher, später in ostnordöstlicher Richtung durch das Hochland der peruanischen Westkordillere. Er passiert die Ortschaften Yalun und Pampa de Sucse. Bei Flusskilometer 24 passiert er die Kleinstadt Socota und wendet sich im Anschluss nach Osten. Er bildet auf seinen letzten 20 Kilometern die Grenze zur südlich gelegenen Provinz Chota. Bei Flusskilometer 10 trifft der Río Tacabamba, der bedeutendste Nebenfluss, von Süden kommend auf den Río Chilac. Dieser trifft schließlich auf einer Höhe von etwa 900 m auf den von Süden heranströmenden Río Llaucano und vereinigt sich mit diesem zum Río Silaco. Dieser mündet nach weiteren 26 Kilometern in den Río Marañón, linker Quellfluss des Amazonas.

## Einzugsgebiet
Der Río Chilac entwässert ein Areal von etwa 775 km² an der Ostseite der peruanischen Westkordillere. Das Einzugsgebiet des Río Chilac grenzt im Osten an das des Río Llaucano, im Süden und im Westen an das des Río Chotano sowie im Norden an die der Flüsse Río Chamaya und Río Malleta.

## Erdrutsch im Februar 2010
Am 20. Februar 2010 kam es gegen 13 Uhr Ortszeit aufgrund starkem Regen nahe der Ortschaft Rodeo Pampa im Distrikt Anguía am rechten südlichen Talhang des Río Chilac zu einem Erdrutsch. Die zu Tal gegangenen Gesteinsmassen blockierten den Fluss und führten zu dessen Aufstau. Am 10. April kam es zu einer allmählichen Entleerung des natürlichen Stausees.